# STS-98
STS-98, voluit Space Transportation System-98, was een spaceshuttlemissie van de Atlantis naar het Internationaal ruimtestation ISS. Tijdens de missie werd de Destiny Laboratory-module gekoppeld aan het ruimtestation. 

## Bemanning
| Positie            | Lancering                        | Landing                          |                              |
| ------------------ | -------------------------------- | -------------------------------- | ---------------------------- |
| Bevelhebber        | Kenneth Cockrell 4e ruimtevlucht | Kenneth Cockrell 4e ruimtevlucht |                              |
| Piloot             | Mark Polansky 1e ruimtevlucht    | Mark Polansky 1e ruimtevlucht    |                              |
| Missiespecialist 1 | Robert Curbeam 2e ruimtevlucht   | Robert Curbeam 2e ruimtevlucht   |                              |
| Missiespecialist 2 | Marsha Ivins 5e ruimtevlucht     | Marsha Ivins 5e ruimtevlucht     | Marsha Ivins 5e ruimtevlucht |
| Missiespecialist 3 | Thomas Jones 4e ruimtevlucht     | Thomas Jones 4e ruimtevlucht     | Thomas Jones 4e ruimtevlucht |

## Media

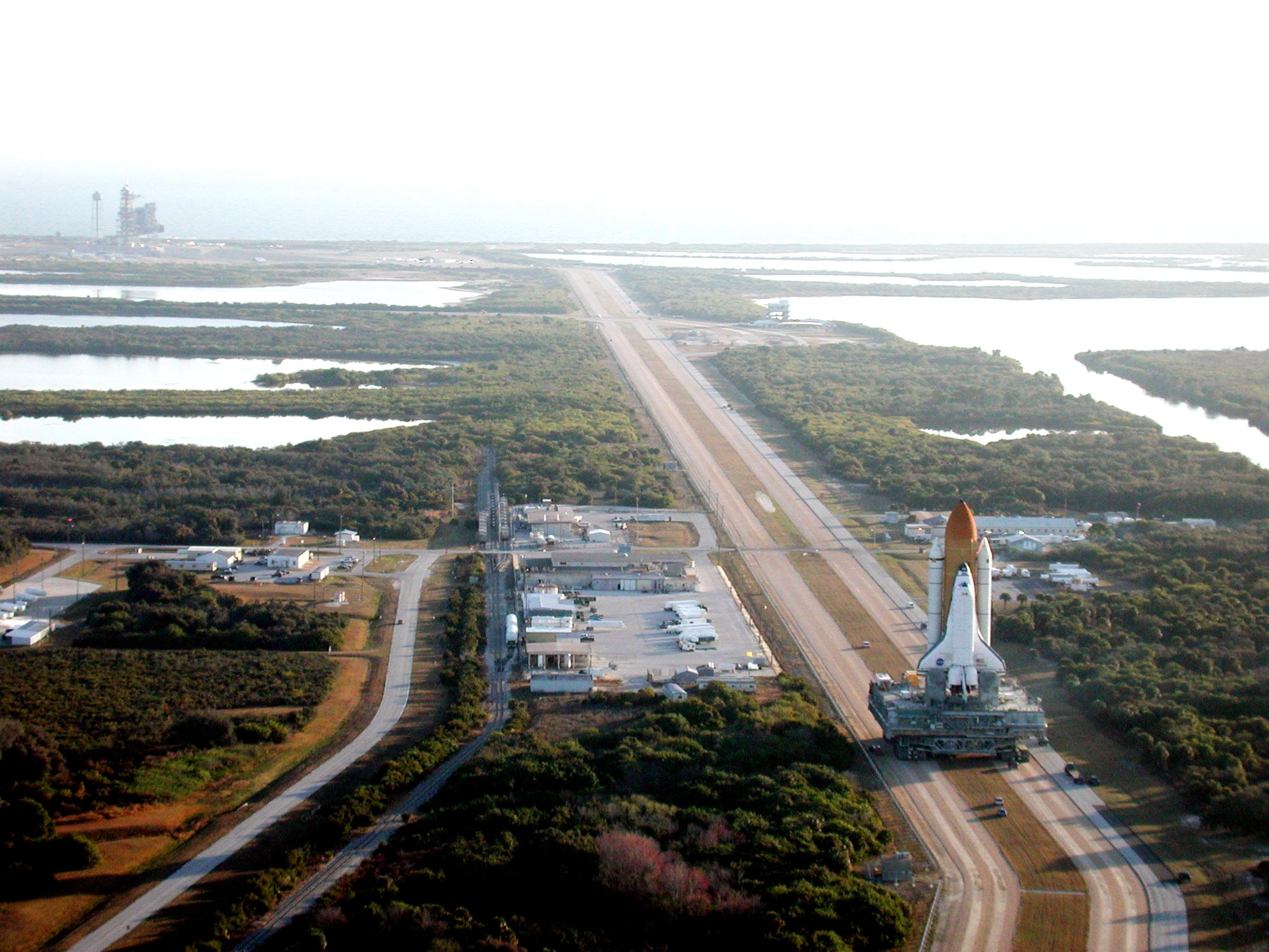
Atlantis wordt in positie gebracht voor STS-98
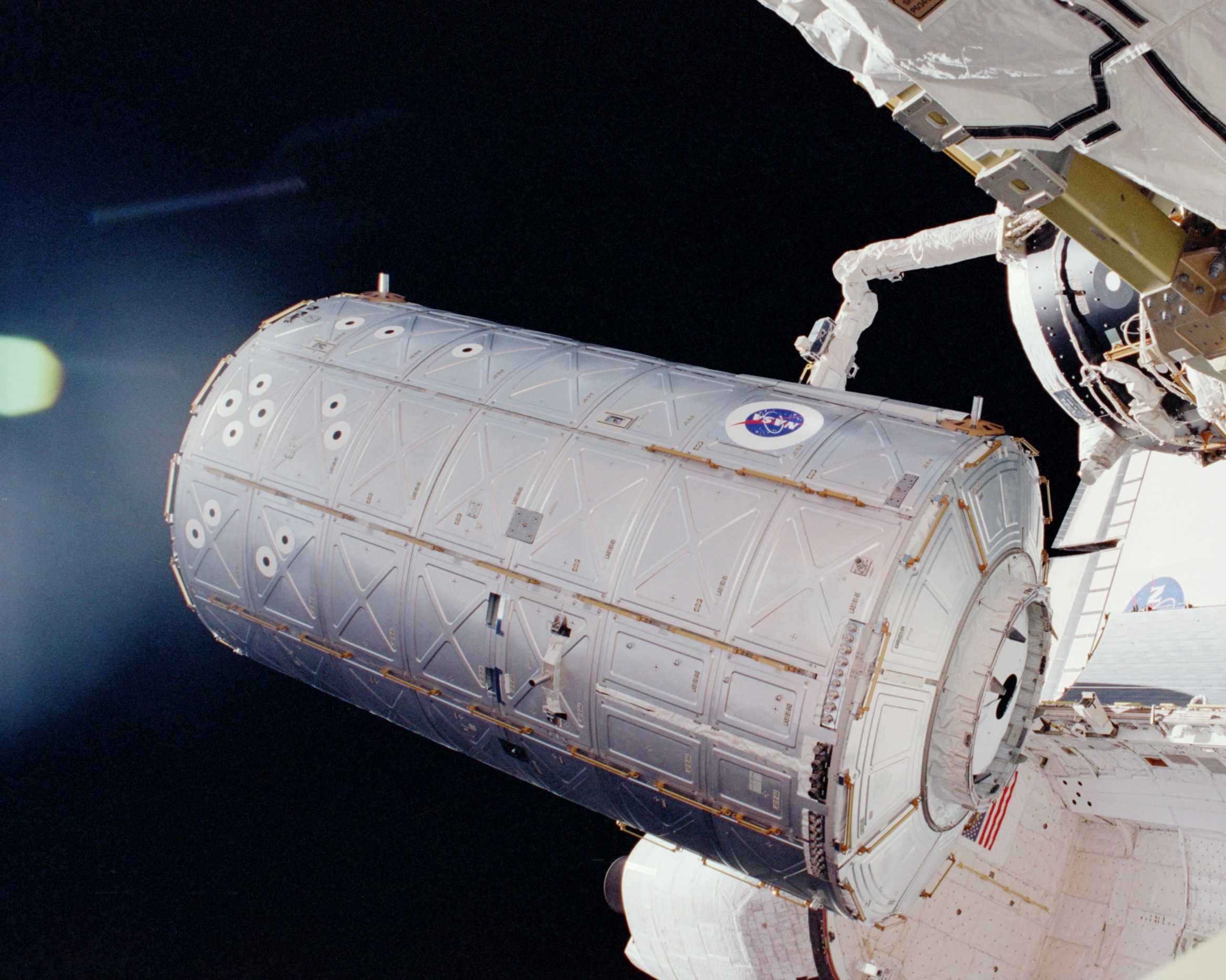
De Destiny Laboratory-module

STS-51-J · STS-61-B · STS-27 · STS-30 · STS-34 · STS-36 · STS-38 · STS-37 · STS-43 · STS-44 · STS-45 · STS-46 · STS-66 · STS-71 · STS-74 · STS-76 · STS-79 · STS-81 · STS-84 · STS-86 · STS-101 · STS-106 · STS-98 · STS-104 · STS-110 · STS-112 · STS-115 · STS-117 · STS-122 · STS-125 · STS-129 · STS-132 · STS-135